# Imanol García Lugea
Imanol García Lugea (Ezkaroze, Navarra, 26 de desembre de 1995) és un futbolista professional navarrès que juga com a migcampista pel CE Alcoià.

## Carrera de club
García va debutar com a sènior amb l'AD San Juan, jugant com a titular en un partit de Tercera Divisió que acabà en derrota a casa per 0-1 contra el CD Valle de Egüés. Va marcar el seu primer gol el 2 de novembre, fent l'únic del partit en una victòria a fora contra el CD Corellano.
El 2015, García va fitxar pel CA Osasuna, i fou inicialment assignat al CA Osasuna B també de la tercera divisió. El 18 de setembre de 2016 va debutar amb el primer equip – i a La Liga – jugant com a titular en un empat 0–0 a casa contra el Celta de Vigo.
García va jugar vuit partits de lliga amb el primer equip durant aquella temporada, en què l'equip va baixar. El 30 de juny de 2017, va refusar l'oferta de renovació del club, i va fitxar pel Vila-real CF B two days later.
L'11 de juliol de 2018, García va retornar a l'Osasuna amb un contracte per dos anys. El 20 de novembre fou cedit al Gimnàstic de Tarragona de segona diviisió, fins al final de la temporada, com a substitut del lesionat César Arzo. Va marcar el seu primer gol com a professional en el seu debut amb els catalans, en un empat 2–2 a casa contra la UD Almería.
García va acabar contracte amb l'Osasuna on 19 juliol 2019, i en va signar un per un any amb el Córdoba CF hores després, on es va retrobar amb l'entrenador Enrique Martín. L'estiu de 2020, va fitxar pel Pontevedra CF també de Segona B.

## Vida personal
El germà gran d'Imanol, Unai, també és futbolista, i juga com a defensa, també a l'Osasuna.